# Sinai Dorsa
Sinai Dorsa és una formació geològica de tipus dorsum a la superfície de Mart, localitzada amb el sistema de coordenades planetocèntriques a -10.21 ° latitud N i 285.03 ° longitud E, que fa 456.54 km de diàmetre. El nom va ser aprovat per la UAI l'any 1988 i fa referència a una característica d'albedo.